# Centris angustifrons
Centris angustifrons là một loài Hymenoptera trong họ Apidae. Loài này được Snelling mô tả khoa học năm 1966.